# Tendron
Tendron település Franciaországban, Cher megyében. Lakosainak száma 88 fő (2022. január 1.). Tendron Bengy-sur-Craon, Flavigny, Ignol és Nérondes községekkel határos.

## Népesség
A település népessége az elmúlt években az alábbi módon változott:
| Lakosok száma | 132  | 99   | 122  | 119  | 117  | 102  | 93   | 88   | 88   | 88   |
|               | 1968 | 1982 | 1990 | 2006 | 2013 | 2015 | 2017 | 2019 | 2020 | 2022 |